# أغسطس برادفورد
أغسطس برادفورد (بالإنجليزية: Augustus Bradford)‏ هو محامي وسياسي أمريكي، ولد في 9 يناير 1806 ببيل أير في الولايات المتحدة، وتوفي في 1 مارس 1881 ببالتيمور في الولايات المتحدة. حزبياً، نشط في حزب الوحدة الوطنية ‏ والحزب الديمقراطي. وقد انتخب حاكم ماريلاند ‏.